# تيكس بوغز
تيكس بوغز هو سياسي أمريكي، ولد في 13 مايو 1938 في مقاطعة واشنطن في الولايات المتحدة. نشط حزبياً في الحزب الديمقراطي. وقد انتخب عضو مجلس ولاية وايومنغ ‏.